# Wawrzyniec (książę belgijski)
Wawrzyniec, książę Belgii, właśc. Laurens Benedikt Boudewijn Maria (ur. 19 października 1963) – książę belgijski, najmłodszy syn Alberta II i Paoli, brat obecnego króla Belgii Filipa I.

## Sukcesja do tronu
Książę Wawrzyniec był pierwotnie trzeci w kolejce do tronu, jego pozycja zmieniła się jednak po zmianie konstytucji, która przyznała kobietom identyczne prawa do dziedziczenia co mężczyznom. Obecnie jest dziesiąty w linii sukcesji.

## Małżeństwo i potomstwo
Książę Wawrzyniec jest mężem księżnej Klary (Angielki). Ożenił się z nią 12 kwietnia 2003 roku w Brukseli. Para ma troje dzieci, są to:
- Ludwika Zofia Maria (ur. 6 lutego 2004)
- Mikołaj Kazimierz Maria (ur. 13 grudnia 2005)
- Emeryk August Maria (ur. 13 grudnia 2005)